# Ancien hôtel de ville de Vienne

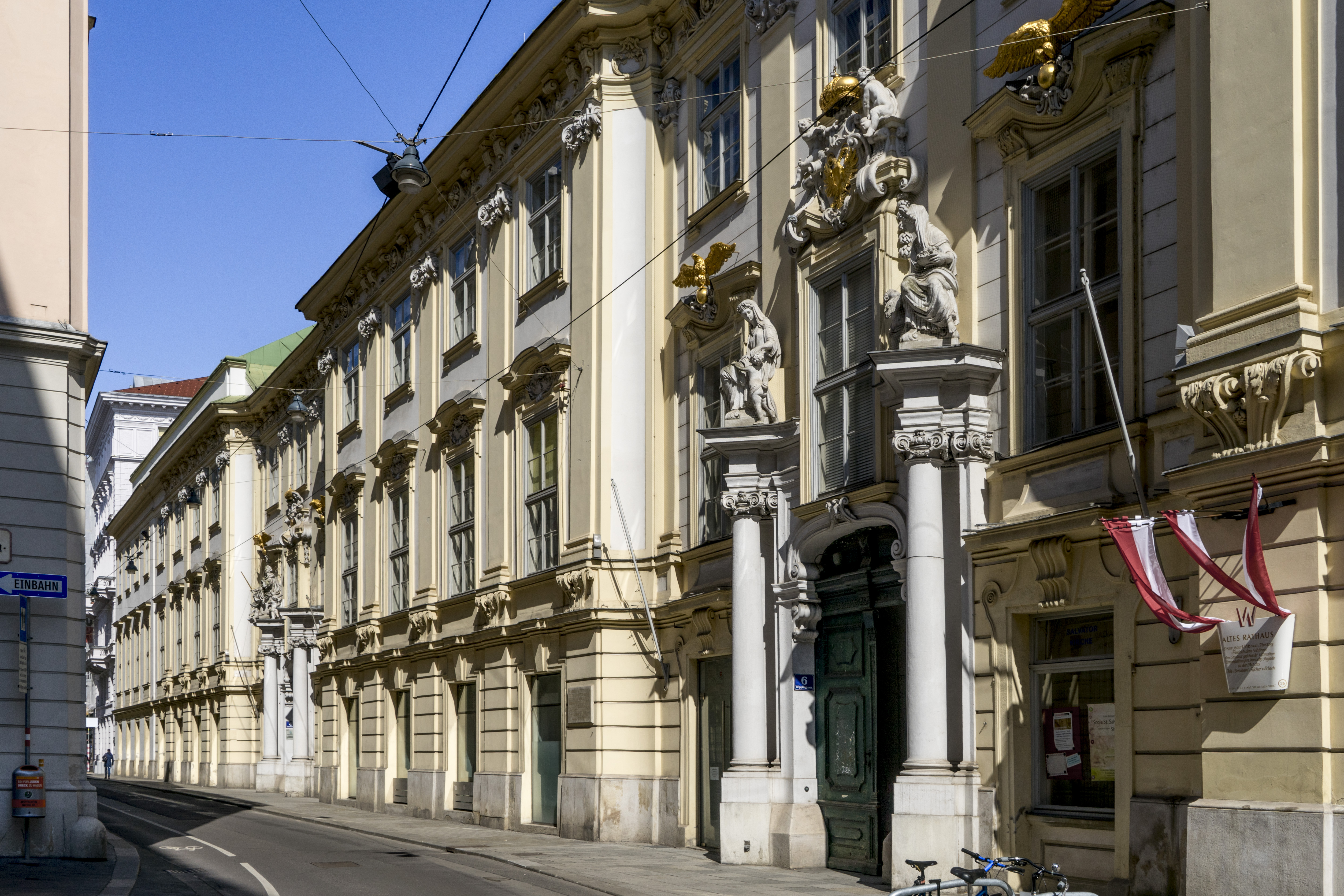
L'ancien hôtel de ville avec portail

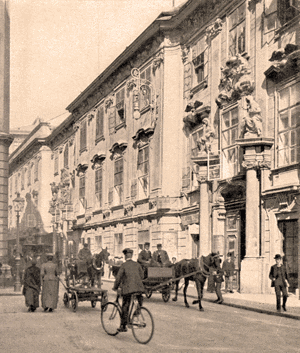
Ancien hôtel de ville de Vienne vers 1880

L'ancien Hôtel de ville de Vienne (en allemand : Altes Rathaus Wien) est situé au 8 Wipplingerstraße dans l'Innere Stadt.

## Architecture
Après plusieurs rénovations, l'extérieur du bâtiment est maintenant dans le style baroque de Johann Bernhard Fischer von Erlach, les bureaux du conseil de district sont également influencés par le baroque, mais certains éléments gothiques sont encore visibles. Le magnifique portail date d'environ 1700. Dans la cour se trouve la fontaine d'Andromède, construite par Georg Raphael Donner en 1741, et la fontaine gothique du XIVe siècle à l'arrière de l'Église du Saint-Sauveur du XIXe siècle. La salle du conseil fut réaménagée de 1851 à 1853 sous la direction de l'architecte viennois Ferdinand Fellner l'Ancien. 

## Histoire
Le duc Frédéric le Bel a fait don du bâtiment d'origine au conseil municipal en 1316. Depuis, il appartient à la ville de Vienne. 
Le 30 Avril 1671, à la suite de la  conspiration du noble hongrois Ferenc Nádasdy, celui ci a été exécuté dans l'ancien hôtel de ville de Vienne. 
Le 26 mai 1848, sous la Révolution de Mars à Vienne, le comité de sécurité élu par le peuple se réunit dans l'ancien hôtel de ville pour maintenir l'ordre. Une plaque commémorative sur le portail commémore aujourd'hui cet événement historique. 
Depuis 1871, la vieille église catholique d'Autriche, qui s'oppose au dogme de l'infaillibilité du pape, édicté en 1870, assure la pastorale de la petite église de la mairie (église Saint-Sauveur). L'église a été mise à la disposition de la nouvelle communauté religieuse d'alors, qui n'a été officiellement reconnue qu'en 1877, par le conseil local. 
Le 20 juin 1885 a eu lieu dans l'ancien hôtel de ville pour la dernière fois une réunion du conseil municipal de Vienne , le 23 juin 1885 il se réunit pour la première fois dans le nouvel Hôtel de ville, construit en 1883. 
Aujourd'hui, entre autres, le bureau du district municipal pour les quartiers de l'Innere Stadt et Josefstadt, le musée de l'Innere Stadt et les Archives de documentation de la résistance autrichienne sont logés dans le bâtiment.  

## Littérature
- Altes Rathaus (Wien) im Wien Geschichte Wiki der Stadt Wien

## Liens web
- Musée de l'Innere Stadt

## Source de traduction
- (de) Cet article est partiellement ou en totalité issu de l’article de Wikipédia en allemand intitulé « Altes Rathaus (Wien) » (voir la liste des auteurs).